# Разумное животное (роман)
«Разу́мное живо́тное» (фр. Un animal doué de raison) — роман французского писателя Робера Мерля с элементами фантастики, научного и политического прогноза, изданный в 1967 году.

## Сюжет
Действие романа происходит во время Вьетнамской войны. Одна из закрытых лабораторий США достигает эпохального успеха: профессор Генри Севилла обучил двух дельфинов (Фа и Би) говорить на человеческом языке (английском). Круг заинтересованных в этих исследованиях очень широк (США тратит на них 500 млн долларов в год), а резонанс от этого события затрагивает все страны Земли. Представители секретных военных ведомств США отбирают Фа и Би у кетологов и с помощью бывшего сотрудника Севиллы (Боба) тренируют их для подрыва кораблей, затем обманом заставляют взорвать атомной миной американский крейсер «Литл Рок». Это сразу даёт США повод к развязыванию ядерной войны с Китаем. Спецслужбы убивают Боба (узнавшего от дельфинов правду), а затем в ходе двух ночных нападений пытаются уничтожить дельфинов и всех свидетелей (работников частной опытной станции Севиллы).
Финал романа открыт, так как за четыре дня до истечения срока ультиматума США, предъявленного Китаю, Севилла с женой Арлетт и два сотрудника станции (Питер и Сюзи) предпринимают попытку тайно разными путями попасть в Европу и открыть миру показания выживших дельфинов.

## Хронология романа
События в романе описываются с 28 апреля 1970 года до ночи с 8 на 9 января 1973 года.

## Персонажи
- Генри Севилла — главный герой, кетолог, галисиец по происхождению. В результате многолетних исследований расшифровал язык дельфиньих свистов и научил дельфинов Фа и Би английскому.
- Арлетт Лафёй — одна из сотрудниц опытной станции Севиллы, затем его жена.
- Фа (Иван) — самец бутылконосого дельфина, воспитанный с рождения профессором Севиллой. Обучен им английскому языку.
- Би (Бесси) — самка-подруга Фа, обученная Севиллой и Фа.

## Интересные факты
- В романе кандидатом в президенты США (проигрывающим, впрочем, выборы) является киноактёр. Как часть «операции» по его выдвижению в романе упоминается губернаторство Рональда Рейгана в Калифорнии, начавшееся в 1967 году.
- Автор придерживается в книге версии об ответственности ЦРУ за убийство Джона Кеннеди.
- Подрыв крейсера «Литл Рок», используемый в качестве повода к началу войны, напоминает начало Испано-американской войны из-за взрыва крейсера «Мэн» (между этими событиями в тексте романа проводится аналогия).
- Язык дельфинов не расшифрован до сих пор.

## Экранизация
Роман экранизирован в 1973 году Майком Николсом как «День дельфина».